# Gare de Sarliève - Cournon
La gare de Sarliève - Cournon est une gare ferroviaire française de la ligne de Saint-Germain-des-Fossés à Nîmes-Courbessac, située sur la commune de Cournon-d'Auvergne, près de Pérignat-lès-Sarliève, dans le département du Puy-de-Dôme, en région Auvergne-Rhône-Alpes.
C’est une gare de la Société nationale des chemins de fer français (SNCF), desservie par des trains TER Auvergne-Rhône-Alpes.

## Situation ferroviaire

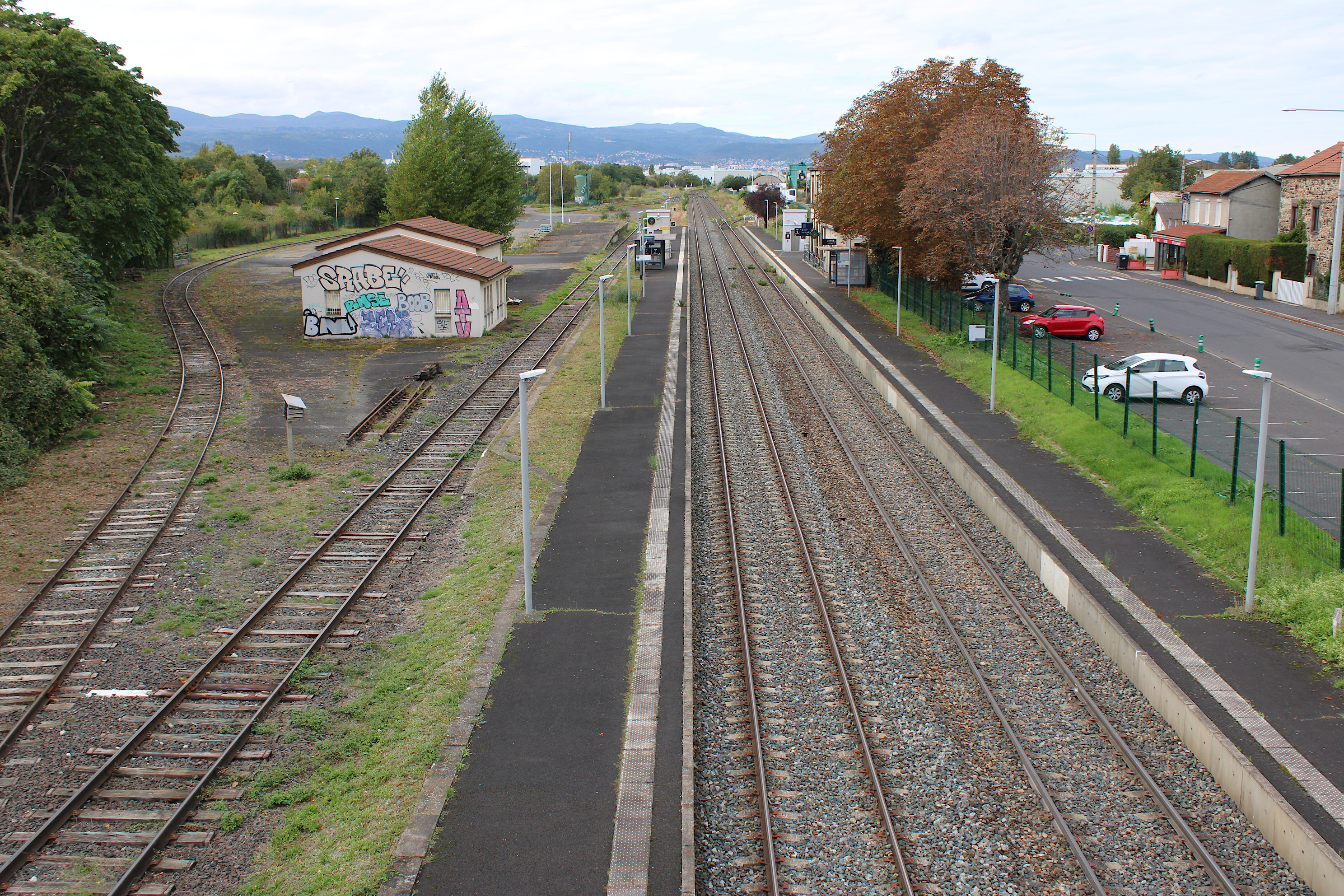
Quais de la gare depuis le pont de la route métropolitaine 137.

La gare de Sarliève - Cournon est située au point kilométrique (PK) 427,112 de la ligne de Saint-Germain-des-Fossés à Nîmes-Courbessac, entre les gares de Clermont-La Pardieu et du Cendre - Orcet. Son altitude est de 353 m.

## Service des voyageurs

### Accueil
Halte SNCF, c’est un point d’arrêt non géré (PANG) à accès libre.
Un souterrain permet la traversée des voies et le passage d’un quai à l’autre.

### Desserte
Sarliève - Cournon est desservie par les trains TER Auvergne-Rhône-Alpes qui effectuent des missions entre les gares de Moulins-sur-Allier, Riom - Châtel-Guyon ou Clermont-Ferrand et Vic-le-Comte, ou Issoire, voire Brioude pour certains omnibus.

### Intermodalité
La gare est située à 1,5 km du centre ville de Cournon-d'Auvergne. Un abri à vélos et un parking pour les véhicules sont aménagés. À 400 mètres se situe l'arrêt « Chaux Blanche », desservie par des bus du réseau des Transports en commun de l'agglomération clermontoise (T2C) (ligne 22).

## Service des marchandises
La gare de Sarliève - Cournon est ouverte au service du fret.